# Erissus
Erissus Simon, 1895 è un genere di ragni appartenente alla famiglia Thomisidae.

## Distribuzione
Le 10 specie note di questo genere sono diffuse in America meridionale: 7 sono endemismi del Brasile

## Tassonomia
Non sono stati esaminati esemplari di questo genere dal 2001.
A giugno 2014, si compone di 10 specie:
- Erissus angulosus Simon, 1895 — Brasile
- Erissus bateae Soares, 1941 — Brasile
- Erissus bilineatus Mello-Leitão, 1929 — Brasile
- Erissus fuscus Simon, 1929 — Perù, Brasile
- Erissus mirabilis (Soares, 1942) — Brasile
- Erissus roseus Mello-Leitão, 1943 — Brasile
- Erissus sanctaeleopoldinae (Soares & Soares, 1946) — Brasile
- Erissus spinosissimus Mello-Leitão, 1929 — Brasile
- Erissus truncatifrons Simon, 1895 — Venezuela, Brasile
- Erissus validus Simon, 1895[2] — Perù, Brasile